# There's Something About Mary
There's Something About Mary (bra Quem Vai Ficar com Mary?; prt Doidos por Mary) é um filme de comédia romântica estadunidense de 1998, dirigido por Bobby e Peter Farrelly. É estrelado por Cameron Diaz como a personagem principal com Matt Dillon, Ben Stiller, Lee Evans e Chris Elliott, todos interpretando homens que estão apaixonados por Mary e disputando sua afeição.
Além de Ben Stiller, os atores Owen Wilson e Jon Stewart foram considerados candidatos potenciais para o papel de Ted Stroehmann. Bill Murray foi considerado para o papel de Pat Healy, mas os irmãos Farrelly acharam que ele era velho demais para isso. Brett Favre interpreta a si mesmo em um cameo que foi originalmente escrito e oferecido ao quarterback da NFL Steve Young, mas ele deixou o papel devido à natureza grosseira do filme e foi substituído por Favre. Cameron Diaz e Matt Dillon iniciaram um namoro durante as filmagens. Durante as filmagens Peter Farrelly assumiu ter mostrado suas genitais para Cameron Diaz durante a produção e ter repetido a prática com funcionários de outros de seus filmes.
There's Something About Mary foi filmado em Miami, Flórida. O Big Pink Restaurant é onde Healy se encontra com Sully, a cena de gel de cabelo foi filmada no Cardozo Hotel e o Miami-Dade Cultural Center foi o local da exposição de arquitetura que Mary e Healy compareceram juntos. O Churchill's Pub foi usado como um clube de striptease para uma cena com Healy. Os efeitos de maquiagem e animatrônicos de animais foram o trabalho do designer de efeitos de maquiagem Tony Gardner e da Alterian, Inc.
There's Something About Mary foi o terceiro filme de maior bilheteria de 1998 na América do Norte, bem como o quarto filme de maior bilheteria do ano em todo o mundo. O filme faturou US$369 milhões em todo o mundo com um orçamento de US$23 milhões, com US$176 milhões provenientes dos EUA e do Canadá. Foi lançado no Reino Unido em 25 de setembro de 1998 e liderou as bilheterias do país nos dois próximos finais de semana.
O filme ficou na 27 na lista das melhores comédias estadunidenses segundo o American Film Institute, uma lista dos 100 filmes mais engraçados do século 20. Em 2000, os leitores da revista Total Film votaram e o escolheram como o quarto maior filme de comédia de todos os tempos. Diaz ganhou um New York Film Critics Circle Award de Melhor Atriz, um Prémio MTV Movie de melhor atriz, um American Comedy Awards de Melhor Atriz, um Blockbuster Entertainment Award de Melhor Atriz. Ela também recebeu uma indicação ao Globo de Ouro de melhor atriz em comédia ou musical. Foi também nomeado para um Globo de Ouro de melhor filme de comédia ou musical. Ganhou 4 de 8 MTV Movie Awards, incluindo o Prémio MTV Movie de melhor filme.

## Enredo
Em 1985, Providence, Rhode Island, Ted Stroehmann (Ben Stiller) é um jovem tímido e azarado de 16 anos que está prestes a realizar seu sonho de ir ao baile de formatura com sua grande paixão do colégio, a bela e popular Mary Jensen (Cameron Diaz). Ao ir buscá-la no entanto, Ted  fica com os genitais preso no zíper, sendo hospitalizad e posteriormente perdendo o contato com Mary.
Treze anos depois, em 1998, Ted é redator de uma revista que permanece apaixonado por Mary e traumatizado pelo incidente que arruinou sua grande noite. Seguindo o conselho de seu melhor amigo, Dom Woganowski (Chris Elliott), Ted contrata o detetive particular Pat Healy (Matt Dillon) para localizá-la. Investigando-a, Healy descobre que Mary é uma ortopedista solteira que mora atualmente em Miami, junto com o irmão deficiente mental, Warren (W. Earl Brown). Depois de observá-la por alguns dias, Healy também se apaixona por ela. Ele retorna para Providence e mente para Ted sobre Mary, dizendo que ela está obesa e tem quatro filhos de diferentes relacionamentos. Healy larga o emprego e volta para Miami para persegui-la. Ele recorre à mentira, à manipulação e à perseguição para conquistar Mary.
Enquanto isso, Ted descobre que Healy estava mentindo sobre Mary e viaja até a Flórida para reencontrá-la. Durante a viagem, ele dá carona à um homem que deixa um cadáver em seu carro. Ted é preso por engano pelo assassinato e resgatado por Dom depois que o carona confessa ser o assassino. Healy e Mary passam várias semanas namorando antes que o paciente dela, o arquiteto britânico Tucker (Lee Evans), exponha as mentiras de Healy. Ela termina o relacionamento depois que Tucker calunia Healy com histórias falsas na qual ele é suspeito de ser um serial killer. Enfurecido com isso, Healy o confronta e descobre que Tucker é na verdade um entregador de pizza americano chamado Norm Phipps, que também está apaixonado por Mary. Anos antes, Norm se machucou intencionalmente para se tornar seu paciente e se aproximar dela. Desde então ele finge ser deficiente físico para ficar perto dela e afastar potenciais pretendentes. Quando Ted e Mary se reencontram e começam a sair juntos novamente, Healy e Norm se unem para afastar Ted.
Quando Mary lê uma carta anônima revelando que Ted contratou Healy para encontrá-la, ela fica chateada e termina com ele. Ted então confronta Healy e Norm com raiva, mas eles negam terem enviado a carta, deixando Ted frustrado. Dom, que revela-se o ex-namorado de Mary e vítima de urticária, "Woogie", mais tarde aparece em seu apartamento e admite ter escrito a carta. Ela já tinha uma ordem de restrição contra Dom depois que ele ficou obcecado por ela, mesmo já sendo casado e com filhos.
Norm e Healy, ouvindo do lado de fora, intervêm e salvam Mary de Dom. Ted então chega junto com Brett Favre, um ex-namorado que Mary abandonou depois que Norm mentiu sobre ele ter insultado Warren. Ted declara que Favre deveria estar com ela, já que ele foi o único que não mentiu sobre algo para conquistá-la. Depois de reunir Favre com ela e deixar Norm, Healy e Dom derrotados, Ted sai aos prantos. Mary vai atrás dele e alega que Ted é o único homem com quem ela quer estar. Os dois se beijam, enquanto um outro pretendente de Mary tenta atirar em Ted, mas acaba acertando outra pessoa.

## Elenco
- Cameron Diaz como Mary Jensen
- Ben Stiller como Ted Stroehmann
- Matt Dillon como Pat Healy
- Chris Elliott como Dom Woganowski
- Lee Evans como Tucker/Norm Phipps
- Lin Shaye como Magda
- Jeffrey Tambor como Sully
- Markie Post como Sheila Jensen, mãe de Mary
- Keith David como Charlie, padrasto de Mary
- W. Earl Brown como Warren Jensen, o irmão com deficiência mental de Mary
- Sarah Silverman como Brenda, a melhor amiga sarcástica de Mary
- Khandi Alexander como Joanie
- Willie Garson como Dr. Zit Face
- Harland Williams como o caroneiro
- Richard Tyson como Detetive Krevoy
- Rob Moran como Detective Stabler
- Jonathan Richman como narrador tocando violão
- Steve Sweeney como policial
- Lenny Clarke como bombeiro
- Richard Jenkins como psiquiatra
- Brett Favre como ele mesmo

## Crítica
There's Something About Mary tem aclamação por parte da crítica profissional. O Rotten Tomatoes dá-lhe uma pontuação de 83% com base em 83 comentários, e uma classificação média de 7/10, chegou ao consenso: "There's Something About Mary prova que inexoravelmente, humor pueril descaradamente não vem necessariamente às custas do coração de um filme". Metacritic dá ao filme uma pontuação de 69 de 100 com base em comentários de 29 críticos.
Roger Ebert deu-lhe três de quatro estrelas, afirmando "Que alívio abençoado é o riso. Ele foge diante de maneiras, valores, correção política e decoro. Ele nos expõe pelo que somos, o único animal com senso de humor".
Gene Siskel classificou o filme em 9 lugar em seus 10 Melhores filmes de 1998 (a lista final de "melhor de" que ele fez antes de morrer).
O filme é reconhecido pelo American Film Institute nestas listas:
- 2000: lista das melhores comédias estadunidenses segundo o American Film Institute – #27[21]
- 2002: lista das melhores histórias de amor estadunidenses segundo o American Film Institute – nomeado[22]
- 2007: Lista dos melhores filmes estadunidenses segundo o American Film Institute (2007) – nomeado[23]
- 2008: dez melhores filmes estadunidenses em dez gêneros – nomeado como comédia romântica[24]

## Trilha sonora
1. "There's Something About Mary" (Jonathan Richman) – 1:47
2. "How to Survive a Broken Heart" (Ben Lee) – 2:47
3. "Every Day Should Be a Holiday" (The Dandy Warhols) – 4:02
4. "Everything Shines" (The Push Stars) – 2:27
5. "This Is the Day" (Ivy) – 3:33
6. "Is She Really Going Out with Him?" (Joe Jackson) – 3:36
7. "True Love Is Not Nice" (Jonathan Richman) – 2:13
8. "History Repeating" (The Propellerheads com Shirley Bassey) – 4:04
9. "If I Could Talk I'd Tell You" (The Lemonheads) – 2:51
10. "Mary's Prayer" (Danny Wilson) – 3:54
11. "Margo's Waltz" (Lloyd Cole) – 4:01
12. "Speed Queen" (Zuba) – 3:44
13. "Let Her Go Into the Darkness" (Jonathan Richman) – 1:19
14. "Build Me Up Buttercup" (The Foundations) – 2:59[25]